# Stephen Endelman
Stephen Daniel Endelman (* 18. August 1962 in England) ist ein britischer Komponist.

## Leben
Endelman begann im Alter von sieben Jahren mit dem Erlernen der Klarinette. Er erhielt im Alter von zwölf Jahren ein Stipendium für die Purcell School, wo er von 1977 bis 1981 Musik studierte. Anschließend studierte er Komposition an der Londoner Guildhall School of Music and Drama von 1981 bis 1986, worauf wiederum zwei weitere Jahre Studium an der kanadischen Banff School of Fine Arts folgten. Bereits im Alter von 18 schrieb er zwei Opern und komponierte dann für das Broadway-Stück A Moon for the Misbegotten, einem Theaterstück von Eugene O’Neill aus dem Jahr 1947, die Musik-. Er zog 1992 nach New York City, um seine Karriere in der Filmmusik zu forcieren.

## Filmografie (Auswahl)
- 1990: Mission Adler – Der starke Arm der Götter (飛鷹計劃; Fei ying gai wak)
- 1993: Ein ganz normales Wunder (Household Saints)
- 1994: Unsere Welt war eine schöne Lüge (Imaginary Crimes)
- 1995: Der Engländer, der auf einen Hügel stieg und von einem Berg herunterkam (The Englishman Who Went Up a Hill But Came Down a Mountain)
- 1995: Erbarmungslos gehetzt (The Desperate Trail)
- 1995: Jeffrey
- 1995: Tom und Huck (Tom and Huck)
- 1995: Weg der Träume (The Journey of August King)
- 1995: Wer hat Angst vorm Weihnachtsmann?  (Reckless)
- 1996: Ed – Die affenstarke Sportskanone (ed)
- 1996: Flirting with Disaster – Ein Unheil kommt selten allein (Flirting with Disaster)
- 1997: City of Industry
- 1997: Durchgeknallt in Manhattan (Kicked in the Head)
- 1997: Keys to Tulsa
- 1998: Finding Graceland – Unterwegs mit Elvis (Finding Graceland)
- 1998: Wunsch & Wirklichkeit (The Proposition)
- 1998: The Mob – Der Pate von Manhattan  (Witness to the Mob)
- 1999: Der zuckersüße Tod (Jawbreaker)
- 2000: Blue Moon
- 2000: Two Family House
- 2000: Future Man (Fernsehserie, 12 Episoden)
- 2001: Aufs Spiel gesetzt (The Atlantis Conspiracy)
- 2002: Alle lieben Lucy (I’m with Lucy)
- 2002: Evelyn
- 2004: Das Geheimnis des blauen Schmetterlings (The Blue Butterfly)
- 2006: Das Netz 2.0 (The Net 2.0)
- 2006: Home of the Brave
- 2006: O Jerusalem!
- 2007: The Grand
- 2008: Redbelt
- 2008: Samurai Girl (Fernsehserie, 6 Episoden)
- 2008: Free Style
- 2009: Street Fighter: The Legend of Chun-Li
- 2009: Streets of Blood
- 2010: Unschuldig hinter Gittern (The Wronged Man) (Fernsehfilm)
- 2010: Happy Town (Fernsehserie, 8 Episoden)
- 2011: Masters of the House (Fernsehserie, 6 Episoden)
- 2012: Made in Jersey (Fernsehserie, 4 Episoden)
- 2014: The Ganzfeld Haunting
- 2014: Rob the Mob – Mafia ausrauben für Anfänger (Rob the Mob)
- 2014: Professor Love (Some Kind of Beautiful)
- 2016: Greater
- 2017: Cowboy Drifter
- 2022: Boon